# Giorgi Gamq'relidze
Giorgi Gamq'relidze (in georgiano გიორგი გამყრელიძე?; Tbilisi, 4 febbraio 1986) è un ex cestista georgiano.

## Carriera
Con la Georgia ha disputato due edizioni dei Campionati europei (2011, 2017).

## Palmarès

### Squadra
- Campione di Georgia (2008, 2009)
- Coppa di Polonia: 1

Trefl Sopot: 2013

### Individuale
- Georgian League Guard of the Year (2008, 2009)
- Georgian League Player of the Year (2009)